# Championnats de France d'athlétisme 1923
Ne doit pas être confondu avec Championnats de France d'athlétisme 1923 (FSAF).
Navigation
Championnats 1922 Championnats 1924
Les Championnats de France d'athlétisme 1923 ont eu lieu les 14 et 15 juillet 1923 au Stade Pershing de Paris. Les épreuves féminines se sont déroulées le 15 juillet à Bourges.

## Palmarès

### Femmes
- 15 juillet 1923 à Bourges :

| Discipline                 | Athlète               | Athlète      |
| -------------------------- | --------------------- | ------------ |
| 80 m                       | Georgette Gagneux     | 10 s 6       |
| 250 m                      | Lucie Prost           | 37 s 2       |
| 1 000 m                    | Marcelle Neveu        | 3 min 24 s 2 |
| 80 m haies                 | Marguerite Chansardon | 14 s 6       |
| Saut en hauteur sans élan  | Marie-Paule Pavillon  | 1,06 m       |
| Saut en hauteur            | Georgette Guellier    | 1,36 m       |
| Saut en longueur sans élan | Henriette Comte       | 2,32 m       |
| Saut en longueur           | Alice Gonnet          | 4,56 m       |
| Lancer du poids            | Lucie Petit           | 14,98 m      |
| Lancer du javelot          | Yvonne Gancel         | 35,81 m      |
| Lancer du disque           | Yvonne Tembouret      | 26,55 m      |

### Hommes
- 14 et 15 juillet 1923 à Paris :

| Discipline        | Athlète               | Athlète             |
| ----------------- | --------------------- | ------------------- |
| 100 m             | André Mourlon         | 10 s 8              |
| 200 m             | André Mourlon         | 22 s 6              |
| 400 m             | Gaston Féry           | 50 s 6              |
| 800 m             | Victor Baranca        | 1 min 58 s 4        |
| 1 500 m           | René Wiriath          | 4 min 5 s 8         |
| 3 000 m           | Lucien Duquesne       | 8 min 48 s 0        |
| 5 000 m           | Lucien Duquesne       | 15 min 33 s 2       |
| 10 000 m          | Louis Corlet          | 33 min 6 s 4        |
| Marathon          | Gustave Lacolle       | 2 h 49 min 48 s s 4 |
| 110 m haies       | Gabriel Sempé         | 15 s 8              |
| 400 m haies       | René Résal            | 57 s 2              |
| 3 000 m steeple   | Paul Bontemps         | 9 min 48 s 6        |
| 10 000 m marche   | François Decrombecque | 52 min 45 s 6       |
| Saut en hauteur   | Pierre Lewden         | 1,76 m              |
| Saut à la perche  | Maurice Vautier       | 3,52 m              |
| Saut en longueur  | Louis Wilhelme        | 7,08 m              |
| Triple saut       | Roger Rousset         | 13,57 m             |
| Lancer du poids   | Raoul Paoli           | 13,00 m             |
| Lancer du disque  | Paul Béranger         | 40,55 m             |
| Lancer du marteau | Louis Béguet          | 30,67 m             |
| Lancer du javelot | Emmanuel Degland      | 51,70 m             |